# William O’Neill
William O’Neill (Dublin, 1929. július 4. – 2020. augusztus 29.) ír nemzetközi labdarúgó-játékvezető.

## Pályafutása

### Labdarúgóként
Amatőr labdarúgóként futballozott egy ír klubban. Az egyik mérkőzésen eltört a lába, a törés elvette a kedvét a játéktól, a játékvezetés felé fordult.

### Labdarúgó-játékvezetőként

#### Nemzeti játékvezetés
Pályafutása során hazája legfelső szintű labdarúgó-bajnokságának játékvezetője lett. Az aktív nemzeti játékvezetéstől 1973-ban vonult vissza.

##### Nemzeti kupamérkőzések
Vezetett Kupa-döntők száma: 1.

###### Ír Kupa
1973-ban a FAI JB szakmai felkészültségének elismeréseként felkérte, a döntő találkozó vezetésére.
| Időpont | Mérkőzés típusa | Mérkőzés                |
| ------- | --------------- | ----------------------- |
| 1973.   | egyik döntő     | Hibernians–Shelbourn FC |

#### Nemzetközi játékvezetés
Az Északír labdarúgó-szövetség (FAI) Játékvezető Bizottsága (JB) 1956-ban terjesztette fel nemzetközi játékvezetőnek, a Nemzetközi Labdarúgó-szövetség (FIFA) bíróinak keretébe. Több nemzetek közötti válogatott- és klubmérkőzést vezetett. Az angliai 1966-os labdarúgó-világbajnokságon kijelölt játékvezető volt, de nem kapott lehetőséget a fellépésre. Mexikóban rendezett, az 1970-es labdarúgó-világbajnokságra is beválogatott bíró volt, de a felkészülés végén ide sem kapott tényleges meghívást. Az ír játékvezetők közül az első volt, aki a Wembley Stadionban mérkőzést vezethetett. 1972-ben Barcelonában rendezte a FIFA a mini világbajnokságot, ahol közreműködő játékvezetőként a legmagasabb pontszámmal rendelkezett, de a jelenlévő FIFA JB vezetése nem engedte, hogy angolként (!) a döntőbe jutott Angliának vezethessen mérkőzést. Az északír nemzetközi játékvezetők rangsorában, a világbajnokság-Európa-bajnokság sorrendjében többedmagával a 13. helyet foglalja el 2 találkozó szolgálatával. Az aktív nemzetközi játékvezetéstől 1973-ban búcsúzott.

##### Európa-bajnokság
Az európai-labdarúgó torna döntőjéhez vezető úton Olaszországba a III., az 1968-as labdarúgó-Európa-bajnokságra, Belgiumba a IV., az 1972-es labdarúgó-Európa-bajnokságra az UEFA JB játékvezetői minőségben foglalkoztatta.
| Időpont            | Helyszín               | Mérkőzés típusa           | Mérkőzés                 | Eredmény | Nézők száma |
| ------------------ | ---------------------- | ------------------------- | ------------------------ | -------- | ----------- |
| 1967. november 22. | Klokke Stadion, Bruges | előselejtező (7. csoport) | Belgium–Luxemburg        | 3 : 0    | 6 745       |
| 1970. október 7.   | Letná Stadion, Prága   | előselejtező (1. csoport) | Csehszlovákia–Finnország | 1 : 1    | 5 549       |

## Sportvezetőként
Aktív játékvezetői pályafutása után az Ír Labdarúgó-szövetség JB szervezetében oktatással és ellenőri szaktevékenységgel foglalkozott.